# Бонтьес ван Бек, Митье
Митье Бонтьес ван Бек (нем. Mietje Bontjes van Beek, родилась 6 мая 1922 года в Бремене, Германия — умерла 7 ноября 2012 года) — немецкая художница и писательница, антифашистка, член движения Сопротивления во время Второй мировой войны, член организации «Красная капелла».

## Биография
Митье Бонтьес ван Бек родилась 6 мая 1922 года в Бремене (Германия) в семье художника по керамике Яна Бонтьеc ван Бека и танцовщицы и художницы Олги Брелинг. Детство и юношеские годы она провела со своей старшей сестрой Като и братом Тимом в Фишерхуде. Спустя семь лет после развода родителей, в 1940 году Митье и Като переехали к отцу в Берлин, чтобы продолжить своё образование.
В Берлине она поступила в Профессиональную школу графиков и картографов. В марте 1942 года Митье была призвана на государственную службу, но заболела тяжелой формой плеврита. По этой причине большую часть года она провела у родственницы в Фишерхуде.
В том же году в Берлине отец и сестра Митье были арестованы гестапо, обвинившим их в связях с организацией «Красная капелла». Она избежала подобной участи только потому, что находилась в то время далеко от Берлина. Вскоре Имперский военный трибунал приговорил её сестру к высшей мере наказания за пособничество в государственной измене, а отца за неимением улик, после тюремного заключения, отправили в действующую армию на Восточный фронт.
В 1948 году Митье поступила в Государственную художественную школу в Гамбурге. С 1956 по 2003 годы ею были проведены 20 персональных выставок. С 1982 года она живёт и работает в Фишерхуде, в мастерской своего деда Генриха Брелинга в Бреденау. Митье имеет сына и двух внуков. Известный фотограф Дигне Меллер-Маркович приходится ей сводной сестрой.